# Saint-Léon-sur-Vézère
Saint-Léon-sur-Vézère é uma comuna francesa na região administrativa da Nova Aquitânia, no departamento Dordonha. Estende-se por uma área de 13,77 km². Em 2010 a comuna tinha 433 habitantes (densidade: 31,4 hab./km²).
Pertence à rede das As mais belas aldeias de França.